# Millán Berzosa
Millán Berzosa (Madrid, 4 de enero de 1979) es un ejecutivo y consejero independiente español con trayectoria de liderazgo en la industria de tecnología, contenidos y telecomunicaciones. Fue director de alianzas estratégicas en España y Portugal en Meta Platforms (anteriormente conocido como Facebook, Inc.) hasta primavera de 2023, tras el anuncio de su salida en el mes de enero. En Meta, como miembro del equipo global, llegó eventualmente a  reportar directamente a la vicepresidencia en Nueva York y fue líder del grupo de trabajo por la diversidad cultural en Europa, Oriente Medio y África. En España y Portugal impulsó iniciativas de liderazgo como las aceleradoras de medios. Ha ejercido como ejecutivo en la mayor parte de su carrera y profesor. En sus inicios fue periodista. Actualmente es miembro destacado del ecosistema emprendedor y del debate público sobre gobernanza.
Experto en transformación digital, estrategia y desarrollo de negocio, es consejero independiente en el sector de agroemprendimiento y vocal en iniciativas de buen gobierno. En el ámbito no lucrativo, se ha incorporado al patronato de Street Child España, fundación referente en Europa, Oriente Medio, África y Asia en el compromiso con la infancia y la educación en zonas necesitadas. Es además patrono en la fundación Impulsa Talentum, enfocada a fomentar el desarrollo del talento y el conocimiento, con especialidad en el área de cumplimiento. A nivel ejecutivo, su posición más destacada fue el liderazgo de alianzas estratégicas de Facebook e Instagram para España y Portugal, en estrecha relación con la industria de medios, noticias y entretenimiento, desde 2017. Fue 'Head of Partnerships' y también 'Head of Strategic News Partners' de Meta para España y Portugal. Con anterioridad fue representante líder del Google News Lab Team. Es profesor en excedencia en la Universidad Francisco de Vitoria y autor del libro 'Youtubers y otras especies' (Ariel-Planeta, Fundación Telefónica). 
De formación, Berzosa es Doctor en Periodismo por la Universidad Complutense de Madrid, Licenciado en Derecho por la UNED y tiene formación de posgrado en Marketing y Finanzas (IFE, IEB). Cursó el Programa de Consejeros de Esade, donde fue elegido presidente de promoción y vocal de la Junta Directiva de Esade Alumni. Cuenta con una significativa trayectoria en estrategia corporativa orientada a digitalización y startups. Como redactor trabajó principalmente en prensa económica, y luego estuvo ligado a comunicación, procesos de transformación digital y desarrollo de negocio. 
Colaboró con la Cumbre Mundial de Editores desde 2012, como media partner en 2013-2017 en París, Barcelona y Viena y fue jurado en la competición mundial de redacciones 'Editors Lab', además de en ediciones nacionales y jurado mundial en los Premios INMA y los International Excellence Awards de Tenerife, entre otros. Fue presidente del jurado del festival Transmedia Espíritu Santo (VR/XR) y es ponente habitual en decenas de congresos de referencia como el DES de Málaga  o Expoelearning.